# Козлов, Иван Фролович
Иван Фролович Козлов (31 марта 1895, Калужская губерния — 15 сентября 1973) — советский летчик-испытатель, педагог, пилот-инструктор. Испытывал новые конструкции летательных аппаратов, а также работал как заводской летчик-испытатель, испытывая серийно построенные экземпляры самолетов. Среди его учеников летчики-испытатели Марк Галлай и Алексей Гринчик.

## Биография
Родился 31 марта (12 апреля по старому стилю) 1895 года в селе Арефино Пятницкой волости Мосальского уезда Калужской губернии (ныне это территория сельского поселения Снопот Спас-Деменского района Калужской области). В 1906 году окончил 2 класса церковно-приходской школы. Работал на шахте, затем — на металлургическом заводе рабочим-медником.
В Русской императорской армии с 1915 года. В 1916 году окончил машинную школу Балтийского флота. Служил мотористом отряда морских самолётов Балтийского флота.
В Красной армии с 1917 года. Участник Гражданской войны: c октября 1918 по 1920 год — моторист и бортмеханик 1-го воздушного дивизиона гидроавиации (Восточный и Южный фронты).
В 1921 году окончил Егорьевскую военно-теоретическую авиашколу и Зарайскую лётную школу первоначального обучения, в 1922 году — Московскую высшую авиационную школу лётчиков. В 1922—1924 годах — лётчик-инструктор Качинской ВАШЛ, в 1925 году — лётчик-инструктор Серпуховской высшей военной авиационной школы воздушного боя.
С октября 1925 по май 1931 — лётчик-испытатель НИИ ВВС. Провёл государственные испытания самолетов И-1 (1926—1927), ТБ-3 (1931), а также испытания самолета И-7 на штопор. Участвовал в испытаниях самолётов И-4, И-5, И-7. В 1930 году окончил КУНС при Военно-воздушной академии имени Н. Е. Жуковского. С мая 1931 года — в резерве.
С мая 1931 по 1940 год — лётчик-испытатель ЦАГИ (начальник лётной части ОЭЛИД ЦАГИ). Поднял в небо и провёл испытания ряда опытных самолётов, в том числе И-12 (АНТ-23) (29.08.1931), МИ-3 (АНТ-21) (1933). В качестве второго пилота участвовал в
первом полёте АНТ-35 (20.08.1936). Участвовал в испытаниях самолётов «Сталь-МАИ» (1934), Р-5 с V-образным оперением (1935) и других.
Создал и руководил лётной школой при ЦАГИ, в которой обучались инженеры и техники, многие из которых стали впоследствии известными
лётчиками-испытателями. В 1935 году в школе была подготовлена первая группа, среди которых Юрий Станкевич, Николай Рыбко и Георгий Шиянов. Годом спустя, вторую группу — Марк Галлай, Алексей Гринчик, Ф. И. Ежов (1908—1941), Василий Карпов, В. С. Панкратов и Иван Шунейко.
В 1940—1941 годах — лётчик-испытатель московского авиазавода №1. Испытывал серийные И-153.
С июля 1941 года по ноябрь 1945 года — начальник ЛИС и заместитель начальника ЛИС авиазавода №21 в Горьком.
После возглавлял ЛИС авиазавода №293 в Химках (ОКБ М. Р. Бисновата) в 1948 и 1952 годах и ЛИС авиазавода №165 в Москве (ОКБ А. М. Люльки) в 1956 году.
Жил в Москве. Умер 15 сентября 1973 года. Похоронен в Москве на Химкинском кладбище (участок 69).

## Награды
- Орден Красной Звезды — 25.05.1932 (за испытания самолетов)
- Орден Трудового Красного Знамени — 21.06.1943 (за руководство испытаниями самолетов)
- Орден Ленина — 19.08.1944 (за руководство испытаниями самолетов)
- Орден Красной Звезды — 28.10.1967 (к 50-летию Советской власти)
- Различные медали